# Kia Venga
Kia Venga är en MPV som lanserades 2009 som årsmodell 2010.
Modellen finns med bensin- och dieselmotorer på 1,4 och 1,6 liter.
På samma bottenplata som Venga byggs även Kia Soul och Hyundai i20.

## Motoralternativ
| Modell     | Årsmodell | Motor                   | Cylindervolym | Effekt | Vridmoment | Bränslesystem      |
| ---------- | --------- | ----------------------- | ------------- | ------ | ---------- | ------------------ |
| 1.4        | 2010-     | 4-cyl radmotor DOHC 16V | 1396 cm³      | 90 hk  | 137 Nm     | Bränsleinsprutning |
| 1.6        | 2010-     | 4-cyl radmotor DOHC 16V | 1591 cm³      | 125 hk | 156 Nm     | Bränsleinsprutning |
| 1.4 CRDi*¹ | 2010-     | 4-cyl radmotor DOHC 16V | 1396 cm³      | 75 hk  | 220 Nm     | Turbodiesel        |
| 1.4 CRDi   | 2010-     | 4-cyl radmotor DOHC 16V | 1396 cm³      | 90 hk  | 220 Nm     | Turbodiesel        |
| 1.6 CRDi*¹ | 2010-     | 4-cyl radmotor DOHC 16V | 1582 cm³      | 115 hk | 260 Nm     | Turbodiesel        |
| 1.6 CRDi*¹ | 2010-     | 4-cyl radmotor DOHC 16V | 1582 cm³      | 128 hk | 260 Nm     | Turbodiesel        |

*¹ Ej Sverige